# 垣見祐二
垣見 祐二（かきみ ゆうじ、1952年11月29日 - ）は、前JERA代表取締役社長、中部電力取締役専務執行役員。愛知県津島市出身。和歌山大学経済学部卒業。

## 経歴
- 1952年（昭和27年） - 愛知県津島市に生まれる。
- 1968年（昭和43年） - 沼津工業高等専門学校工業化学科入学[2]
- 1977年（昭和52年） - 和歌山大学経済学部卒業[1]。
- 1977年（昭和52年） - 中部電力入社[1]
- 2000年（平成12年） - 同資材部国際調達グループ部長[1]
- 2005年（平成17年） - 執行役員 新規事業部長[1]
- 2012年（平成22年） - 取締役専務執行役員[1]
- 2015年（平成27年） - JERA代表取締役社長[3]
- 2019年（平成31年） - 社長退任。和歌山大学経済学研究科客員教授